# Florenty Pavlenkov
Florentij Fyodorovitch Pavlenkov (Флорентий Фёдорович Павленков, né le 20 octobre 1839 dans le gouvernement de Tambov, Empire russe et mort le 20 janvier 1900 à Nice, France) est un bibliothécaire, éditeur et philanthrope. Il a fondé le circuit des bibliothèques rurales de la Russie. Il a aussi rédigé, dirigé et édité un ouvrage à l'intention des enfants qui a été cité à l'Exposition universelle de 1873 à Vienne. Pavlenkov est surtout connu pour avoir fondé et imprimé une série de biographies, laquelle s'étend sur plus de 200 volumes de Vie de personnes remarquables (Жизнь замечательных людей) qui a été poursuivie après sa mort jusqu'au XXIe siècle. La Pavlenkov Publishing House (qui a fermé ses portes en 1917) a publié plus de 750 livres qui se sont vendus à 3,5 millions d'exemplaires en tout,.